# Cantó de Châteaumeillant
El cantó de Châteaumeillant és un cantó francès del departament del Cher, situat al districte de Saint-Amand-Montrond. Té 11 municipis i el cap és Chastèlmelhan.

## Municipis
- Saint-Saturnin
- Beddes
- Chastèlmelhan
- Culant
- Préveranges
- Reigny
- Saint-Christophe-le-Chaudry
- Saint-Jeanvrin
- Saint-Maur
- Saint-Priest-la-Marche
- Sidiailles

## Història
| Data d'elecció                           | Identitat                  | Partit           | Qualitat |
| ---------------------------------------- | -------------------------- | ---------------- | -------- |
| 1945-1958                                | Maurice Delaire            | radical          |          |
| 1958-1976                                | Georges Mallet de Vandègre | SFIO, després PS |          |
| 1976-198.                                | Georges Dumas              | Divers droite    |          |
| 198.-1994                                | Philippe Beauchamp         | Divers droite    |          |
| 1994-2008                                | Georges Magnin-Feysot      | Divers droite    |          |
| 2008-                                    | Jean-Luc Brahiti           | Divers droite    |          |
| les dades anteriors no són pas conegudes |                            |                  |          |
|                                          |                            |                  |          |

## Demografia
| A partir de 1990: Població sense dobles comptes |